# Chiesa di San Nicolò (Rovereto)
La chiesa di San Nicolò (o meglio ex chiesa di San Nicolò) è stata un luogo di culto cattolico di Rovereto, in Trentino. Situata in piazza Filzi nel quartiere di Borgo Sacco, è stata sconsacrata ed è sede di circoscrizione.

## Storia

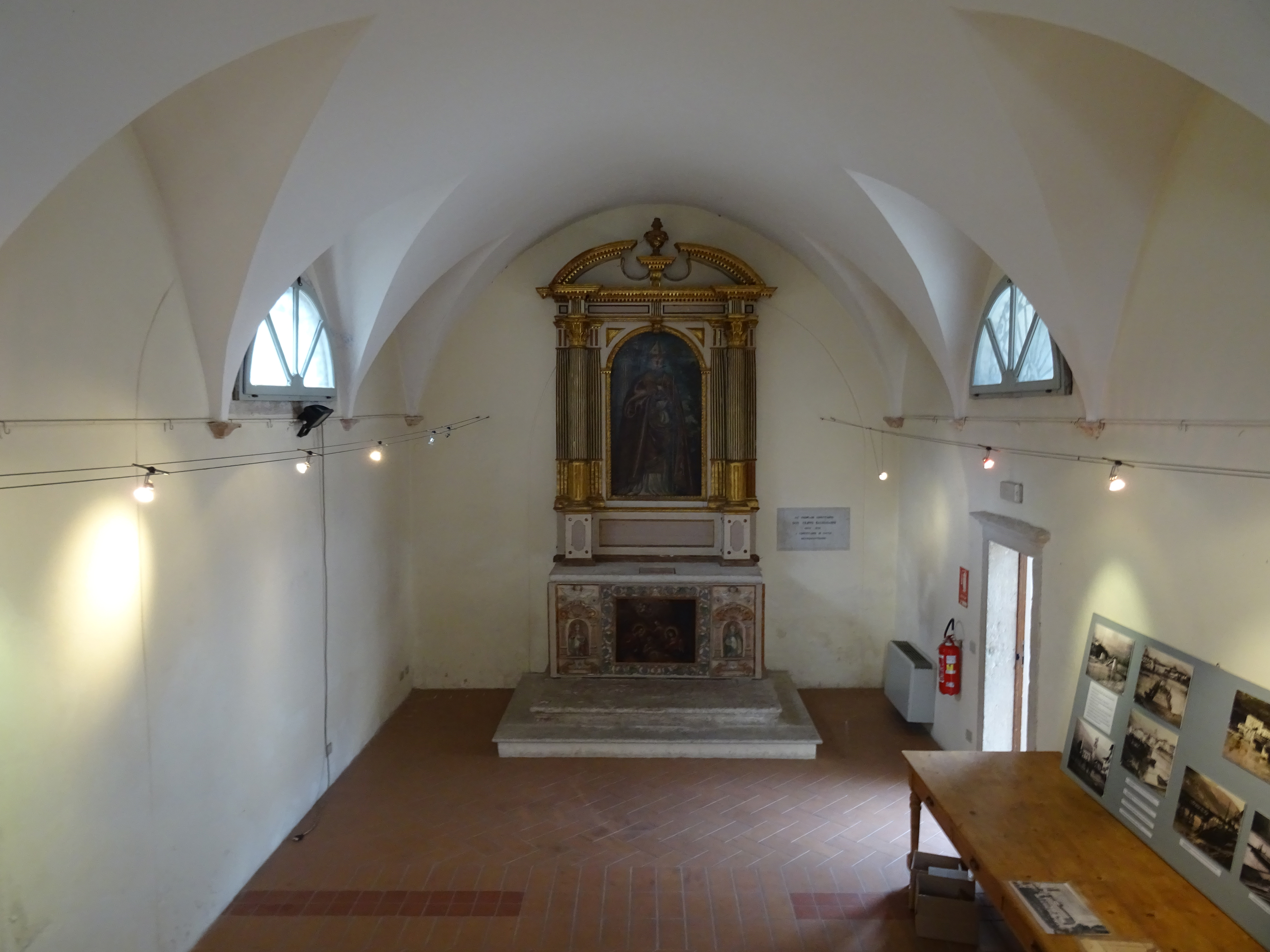
Interno

La chiesa di San Nicolò, come reca una targa sopra la porta, venne edificata nel 1479 ad opera degli zattieri in una posizione prospiciente il porto, addossata alla torre ed al vecchio municipio. È stata dedicata, da chi conduceva zattere in un viaggio talvolta pericoloso lungo l'Adige, a san Nicolò, essendo il santo patrono dei naviganti (festeggiato ogni anno il 6 dicembre).
Fu ristrutturata nel 1576, e vi furono altri interventi nel periodo 1870-72 e nei due dopoguerra. L'orientamento è stato modificato nel tempo. All'inizio l'ingresso era rivolto al fiume e la chiesa era stata costruita a pelo d'acqua per gli zattieri. In seguito, quando fu costruito il ponte di Borgo Sacco, la facciata venne rivolta verso la piazza.

## Descrizione

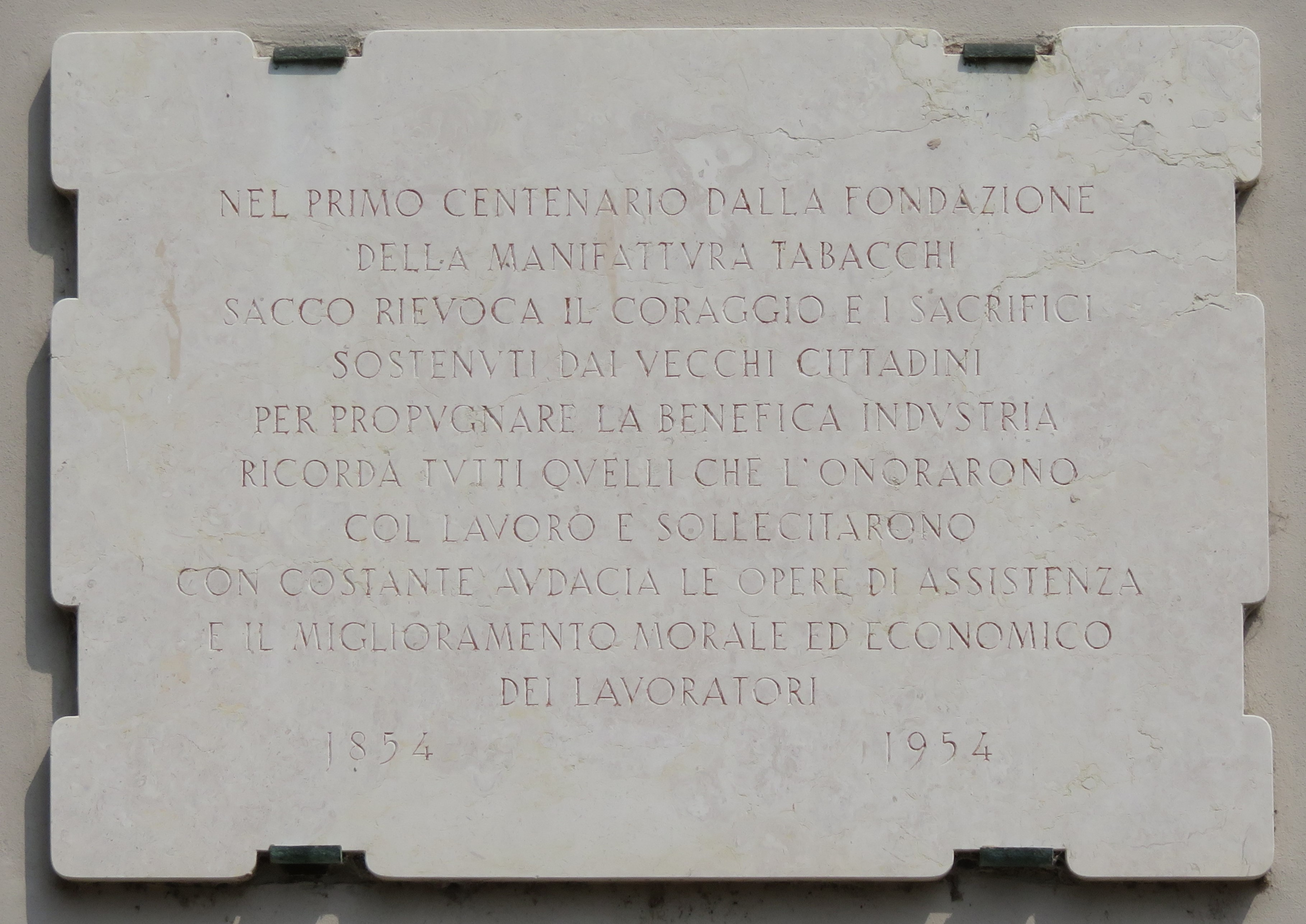
Targa commemorativa della fondazione della Manifattura Tabacchi di Rovereto sulla parete laterale della chiesa

La chiesetta, poiché è interrata, ha spesso subito i danni di inondazioni dell'Adige e gli affreschi ne presentano le conseguenze. La facciata presenta una struttura aggettante, con frontone triangolare e croce apicale; una targa in alto ricorda la dedicazione a san Nicolò, con la data del 1576 e quella del restauro del 1872.
L'aula interna è suddivisa in quattro campate coperte da volte a vela; al centro della parete di fondo vi è l'altare ligneo con un paliotto intagliato, in cui è inserita una tela del XVIII secolo con il Transito di san Giuseppe, mentre al centro dell'ancona è la pala con san Nicola di Bari, con ogni probabilità originaria di un periodo a cavallo dei secoli XVI-XVII e opera di un pittore di scuola veronese. Inoltre nel XVI secolo Giovanni Antonio Falconetto (fratello di Giovanni Maria) «...dipinse per S. Nicolò di Sacco una tavola con molti animali, ma quest'opera quando ne fu sostituita una più moderna dall'egregio pittore Gaspar Antonio Baron Cavalcabò, nativo di quella terra, fu di là levata, né si è saputo il suo fine, come è avvenuto paromente delle altre sue opere». Il Vasari riferisce infatti (1580) che il pittore «...dipinse molte cose in quella città, a Sacco e in altri luoghi di Val d'Adige».